# Großsteingrab Dødningene 3
Das Großsteingrab Dødningene 3 ist eine megalithische Grabanlage der jungsteinzeitlichen Nordgruppe der Trichterbecherkultur im Kirchspiel Snostrup in der dänischen Kommune Frederikssund.

## Lage
Das Grab liegt bei Dødningene auf einem Feld östlich des Store Rørbækvej. Nur wenige Meter nördlich liegt das Großsteingrab Dødningene 2. Noch einige Meter weiter nördlich lag das zerstörte Großsteingrab Dødningene 1. In der näheren Umgebung gibt bzw. gab es zahlreiche weitere megalithische Grabanlagen.

## Forschungsgeschichte
In den Jahren 1875 und 1942 führten Mitarbeiter des Dänischen Nationalmuseums Dokumentationen der Fundstelle durch. Eine weitere Dokumentation erfolgte 1982 durch Mitarbeiter der Forst- und Naturbehörde.

## Beschreibung
Die Anlage besitzt eine nordnodost-südsüdwestlich orientierte rechteckige Hügelschüttung. Nach dem Bericht von 1875 betrug die Länge damals etwa 19 m und die Breite etwa 12,5 m. Der Bericht von 1942 gibt die erhaltene Länge nur noch mit 12 m und die Breite mit 9 m an. Die Höhe wurde 1875 mit 1,4 m angegeben, 1982 hingegen mit 2 m. Von der Umfassung sind noch sieben Steine im Westen und zwei im Osten erhalten.
Etwa 6,5 m von der südsüdwestlichen Schmalseite entfernt befindet sich eine Grabkammer, die als Urdolmen anzusprechen ist. Sie ist nordwest-südöstlich orientiert und hat einen rechteckigen Grundriss. Sie hat eine Länge von 1,9 m, eine Breite von 0,7 m und eine Höhe von 1,4 m. Die Kammer besteht aus drei Wandsteinen sowie einem Eingangsstein an der südöstlichen Schmalseite. Auf den Wandsteinen liegt ein Deckstein auf.
Der Hügel enthält Reste einer zweiten, zerstörten Kammer, über die keine näheren Angaben vorliegen.